# Terezie Zemánková
Terezie Zemánková (* 16. května 1975, Praha) je historička umění, výtvarná publicistka a kurátorka výstav.

## Život
Terezie Zemánková pochází z umělecké rodiny. Její otec Bohumil Zemánek (1942–1996) byl český sochař a syn významné autorky art brut Anny Zemánkové. Matka Markéta Paurová je sochařka a restaurátorka, dcera malíře Jaroslava Paura (1918–1987).
Absolvovala Střední uměleckoprůmyslovou školu na Žižkově, obor užitá malba (1989–1993), a poté v letech 1993-2000 studovala obor kulturologie na Filozofické fakultě Univerzity Karlovy. Postgraduální studium absolvovala v letech 2001-2004 na Faculté des Sciences Humaines et Sociales, Sorbonne, Paříž a ukončila na FF UK v Praze (prof. Vladimír Borecký) obhajobou doktorské dizertace roku 2009. Od roku 2005 pracuje jako nezávislá kurátorka a publicistka. Spolupracuje s Galerií hlavního města Prahy, Centrem současného umění DOX, Museum Montanelli, s pražskými galeriemi Peron, Artinbox, Havelka, se zlínskou galerií Kabinet T., ale také s Cavin-Morris Gallery v New Yorku či s Collection de l'Art Brut v Lausanne. V kreativním ateliéru A.R.T. (Ateliér radostné tvorby), který pracuje s umělci s mentálním hendikepem či duševní nemocí, působí jako kurátorka a odborná poradkyně.
Je členkou mezinárodní asociace ABCD (art brut connaissance et diffusion), specializované na znalectví a propagaci art brut a předsedkyní její pražské pobočky, kterou společně s Ivanou Brádkovou založila roku 2002. Přispívá do časopisů Art + Antiques, Ateliéru, Xantypy, Elle Decoration, Raw vision a A2.

## Dílo
Terezie Zemánková se ve své odborné práci zabývá fenoménem art brut, uměním v syrovém stavu, které nelze zařadit k etablovaným výtvarným proudům. Tvorbu jedinců, kteří trpí duševním onemocněním, mentálním handicapem nebo svůj výtvarný projev připisují vlastním schopnostem zprostředkovat mimosmyslové vnímání, autorka posuzuje z obecného kulturologického hlediska.
Zemánková se podrobně zabývá vymezením pojmu a pokouší se zařadit vysoce individualizovaný výtvarný projev art brut do širších souvislostí a nalézt některé společné rysy. Staví se kriticky k možnostem arteterapie psychicky nemocných a zdůrazňuje spontaneitu, syrovost a jejich nutkání k tvorbě, které má povahu rituálu a zároveň základní životní potřeby. Odmítá redukovaný psychiatrický pohled na art brut a ztotožnění tvorby se symptomy duševní choroby nebo sociologický přístup zdůrazňující sociální marginalizaci jeho tvůrců, ale přiklání se k obecnějšímu vnímání tohoto výtvarného projevu jako osvobození vnitřní imaginace.
V této souvislosti podrobuje kritickému zkoumání historicky podmíněná kritéria krásy, vkusu a hodnoty v umění a upřednostňuje empatii proti čistě intelektuálnímu vnímání. Její komprehenzivní přístup preferuje emocionalitu a afektivitu proti racionální kritičnosti, přirozenost proti konstrukci a fenomén art brut posuzuje v integrujícím sociokulturním kontextu jako nedílnou součást postmoderní kultury. Soustřeďuje se na obecné definování kreativity a odvolává se na Maffesoliho teorii sociální imaginace, která vnáší snové, sakrální a poetické momenty do běžných představ. Podle Zemánkové „existuje univerzální báze lidské imaginace, která je společná lidem napříč časem, prostorem, kulturním, sociálním i psychologickým předurčením.“
Ve své výstavní činnosti práci se snaží začlenit art brut do současného umění, kterému se jako kurátorka rovněž intenzivně věnuje.

### Kurátorka výstav (výběr)
- 2005 System in chaos, Cavin-Morris Gallery, New York
- 2006 Art brut, Sbírka abcd, Dům U Kamenného zvonu, Praha (s Ivanou Brádkovou)
- 2006/2007 Renáta Drábková: Znovuzrození Renáta Brut, Galerie Havelka, Praha
- 2008 Renáta Drábková: Hosté, Galerie Peron, Praha
- 2008 Dalibor Smutný: Orchidea, mezzotinty a oleje, Galerie Havelka, Praha
- 2008/2009 Anna Zemánková, Galerie Havelka, Praha
- 2009 Prinzhornova sbírka, Dům U Kamenného zvonu, Praha (s Ivanou Brádkovou)[9]
- 2009 Filomena Borecká: prÚNIKY / interSECTIONS / in SCAPES, Galerie Havelka, Praha
- 2010 Miroslava Zychová: Plastic animals a jiné věci II, Galerie Vyšehrad, Praha
- 2011 Renata Drábková: Levitující, Galerie Templ, Mladá Boleslav
- 2012 Adolf Wölfli: Stvořitel univerza / Creator of the Universe, Dům U Kamenného zvonu, Praha (s Ivanou Brádkovou)
- 2012 Karel Havlíček: Gigantomachie / Outsider art - sbírka Pavla Konečného, Museum Montanelli, Praha (s Ivanou Brádkovou)
- 2012 Art Brut: Anatomia Metamorphosis. Anna Zemánková, Luboš Plný, František Dymáček, Muzeum Montanelli Praha, Saarländische Galerie – Europäisches Kunstforum, Berlín (s Ivanou Brádkovou)
- 2012 Anatomia Metamorphosis. Luboš Plný & Anna Zemánková: Works from the abcd Collection, Hyogo Prefectural Museum of Art, Kobe; Hiroshima City Museum of Contemporary Art, Hiroshima, Japonsko (s Barbarou Safarovou)
- 2013/2014 Japonské art brut, Museum Montanelli, Praha (s Ivanou Brádkovou)
- 2014 Jindra Viková a její hosté: Texty lásky, Galerie Natura, Průhonice
- 2014 Umění je jen jedno!, Novoměstská radnice Praha[10]
- 2015 Art Brut Live: Sbírka abcd / abcd collection, DOX, Velká hala + mezonet 1. patra, Praha (s Ivanou Brádkovou)[11][12]
- 2015 Pandora’s Vox, Colloredo-Mansfeldský palác, Praha
- 2016 Tomáš Lampar, Cavin-Morris Gallery, New York
- 2016 Lenka Černotová, Galerie Kabinet T, Zlín
- 2016 Kryštof Kaplan, Galerie Kabinet T, Zlín
- 2017 Anna Zemánková, Collection de l’Art Brut, Lausanne (spolu s Pascale Jeanneret)
- 2017-2018 Viva Luboš Plný, DOX Praha (s Ivanou Brádkovou a Nadiou Rovderovou)
- 2018 Daniel Pešta: DeTermination, DOX, Velká hala + mezonet 1. patra, Praha (s Ivanou Brádkovou)

### Disertace
- Mgr. Terezie Zemánková, Art brut v kulturologické perspektivě. Symbolická imaginace v art brut, doktorská disertace, FF UK Praha 2009

### Publikace
- Šimková Anežka, Zemánková Terezie (eds.), Anna Zemánková. Nakl. KANT Praha 2017, ISBN 978-80-7437-188-2
- Decharme Bruno (ed.), Šafářová Barbara, Zemánková Terezie, ART BRUT LIVE - sbírka abcd / Bruno Decharme, vyd. abcd a DOX Praha 2015, ISBN 978-80-905168-3-0
- Cardinal Roger, Mario Del Curto (ed.), Zemánková Terezie, ART BRUT LIVE - fotografie / Mario Del Curto, vyd. abcd a DOX Praha 2015, ISBN 978-80-905168-5-4
- Hlaváček Petr, Teige Karel, Zemánková Terezie, Karel Havlíček: Gigantomachie, 85 s., ABCD, Nakladatelství Karolinum Praha 2012, ISBN 978-80-905168-9-2
- Zemánková Terezie (ed.), Adolf Wölfli – Stvořitel univerza, 372 s., Arbor vitae a ABCD, 2012, ISBN 978-80-87164-94-5
- Konečný Pavel, Skála František, Zemánková Terezie, Outsider Art: sbírka Pavla Konečného, 10 s., vydal ABCD Praha 2012
- Šafářová Barbara, Zemánková Terezie, Anatomia Metamorphosis, Distribuováno ve společném přebalu s: Art brut - Anna Zemánková, Art brut - František Dymáček a Art brut - Luboš Plný, 64 s., Muzeum Montanelli / ABCD, Praha 2011, ISBN 978-80-254-9588-9
- Štíbr, Jan,; Drury, Richard; Zemánková, Terezie, Patrik Hábl: Snozřivosti, Severočeská galerie výtvarného umění v Litoměřicích 2011
- Zemánková Terezie, Telsnig Elisabeth, Josef Hofer, 60 s., ABCD / Inventura, Praha 2009
- Zemánková, Terezie, Renáta Drábková: Bestiář, Galerie Caesar Olomouc 2008
- Decharme Bruno, Šafářová Barbara, Zemánková Terezie, (eds.), Art brut, sbírka abcd, ABCD Les Éditions, 2006, ISBN 80-239-7240-5
- Zemánková Terezie, Anna Zemánková, abcd, Praha 2003

### Výběr z textů
- Zemánková Terezie, Ze hlubin vzhůru – Vizionárky československého art brut: Eva Droppová, Cecílie Marková a Anna Zemánková. In: Čierna Katarína (Ed.). INSITA 2007, Bratislava: Slovenská národná galéria, 2007, p. 139 - 142